# ديتريش ماتيشيتز
ديتريش ماتيشيتز (20 مايو 1944 - 22 أكتوبر 2022) في شتايرمارك، هو رجل أعمال وملياردير نمساوي. وهو المؤسس المشارك ومالك 49% لشركة رد بُل لمشروبات الطاقة. اعتبارًا من يونيو 2019، قدرت ثروة ماتيشيتز بقرابة 19.5 مليار دولار، مما جعله في المرتبة الثالثة والخمسين لأثرى الأشخاص في العالم. توفي بتاريخ 22 أكتوبر 2022 بعد صراع مع المرض.

## روابط خارجية
- ديتريش ماتيشيتز على موقع IMDb (الإنجليزية)
- ديتريش ماتيشيتز على موقع مونزينجر (الألمانية)